# Euphorbia kimmerica
Euphorbia kimmerica är en törelväxtart som beskrevs av Vladimir Ippolitovich Lipsky och Aleksandr Alfonsovitj Grossgejm. Euphorbia kimmerica ingår i släktet törlar, och familjen törelväxter. Inga underarter finns listade i Catalogue of Life.